# Хвостова, Вера Вениаминовна
Ве́ра Вениами́новна Хвосто́ва (29 апреля 1903, Москва — 22 апреля 1977, Новосибирск) — советский учёный-генетик и цитогенетик, специалист в области теории мутагенеза и цитогенетики растений, доктор биологических наук, профессор.

## Биография
В. В. Хвостова известна своими работами по эффекту положения у Drosophila melanogaster — ей принадлежит открытие эффекта положения гена cubitus interruptus. Весомый вклад внесла В. В. Хвостова в развитие радиационной генетики. Ею совместно с коллегами и учениками была установлена зависимость возникновения разных типов мутаций от дозы, вида и интенсивности Х-лучей на дрозофиле и на различных видах растений.
После разгрома генетики в СССР многие приоритетные направления генетики были утрачены, и именно В. В. Хвостовой были возрождены такие важные из них, как геномный анализ у отдалённых межвидовых и межродовых гибридов злаков. Известны работы В. В. Хвостовой в области цитогенетики растений: изучение закономерностей радиационного и химического мутагенеза, анализ плодовитости, зимостойкости, устойчивости к грибным заболеваниям мутантов и отдалённых гибридов.

## Путь в науке
Вера Вениаминовна родилась в семье русских интеллигентов. Отец Вениамин Михайлович Хвостов — юрист, профессор Московского университета, мать Надежда Павловна — преподаватель русского языка, директор известной в Москве женской Хвостовской гимназии на Арбате (Кривоарбатский переулок, 15).
После окончания средней школы Хвостова работала учительницей в начальной школе (1920). В 1925 году она окончила биологическое отделение педагогического факультета 2-го Московского государственного университета, работала научным сотрудником на Московской педагогической биостанции Московского отдела народного образования.
С 1927 года Хвостова — ассистент кафедры общей биологии и генетики Московского педагогического института, руководимой В. Ф. Натали (работала там до 1934 года). В 1934 году она поступила в аспирантуру Института экспериментальной биологии, возглавляемого Н. К. Кольцовым. Там она работала в лаборатории генетики, руководимой Н. П. Дубининым. В 1938 году Хвостова защитила диссертацию на соискание учёной степени кандидата биологических наук по специальности «генетика». Работа была посвящена изучению эффекта положения гена cubitus interruptus у Drosophila melanogaster. Этой работой Хвостова «буквально „ворвалась“ в генетику».
В. В. Хвостова — автор учебника «Генетика для зоотехников» (1931), соавтор учебника по общей биологии для пединститутов (с В. Ф. Натали и К. В. Магржиковской, 1934).
После защиты диссертации, с 1938 по 1941 год, Хвостова — научный сотрудник лаборатории генетики Института цитологии, гистологии и эмбриологии АН СССР. Вместе с Н. П. Дубининым, И. Б. Паншиным, А. А. Прокофьевой-Бельговской и другими ею были выполнены классические работы по механизмам образования сложных хромосомных перестроек, влиянию различных доз Х-лучей на распределение разрывов в хромосомах, на частоту возникающих летальных мутаций. В связи с необходимостью критического анализа представлений Т. Д. Лысенко о «вегетативной гибридизации у растений» она участвовала в экспериментальных работах по изучению влияния прививок подвоя на привой. Статья Хвостовой «Проблема генотипического влияния при прививках и трансплантациях» (1940) сыграла важную роль в дискуссиях по проблемам генетики, развернувшихся в СССР в 1936 и 1939 годах.
Во время войны в 1941—1942 годах Хвостова учительствовала в школах сёл Назарьева и Высокого Рязанской области, в 1942—1943 годах — в эвакуации работала библиографом в Публичной библиотеке города Фрунзе. В 1943 году вернулась в Москву и работала старшим научным сотрудником в лаборатории биометодов борьбы с вредителями сельскохозяйственных культур Московского филиала Всесоюзного института защиты растений, а в 1945—1948 годах — ассистентом на кафедре общей биологии Московского стоматологического института.
В лабораторию генетики Института цитологии, гистологии и эмбриологии АН СССР Хвостова возвратилась в 1946 году. Здесь она работала в должности старшего научного сотрудника до 1948 года. После августовской сессии ВАСХНИЛ и расформирования лаборатории генетики в августе 1948 года Вера Вениаминовна в полной мере разделила участь опальных генетиков — «менделистов-морганистов», надолго лишена возможности заниматься научной работой, была вынуждена работать главным библиографом Всесоюзной государственной библиотеки иностранной литературы, затем — старшим научным сотрудником Института научной информации АН СССР.
В 1955 году Хвостова подписала «Письмо трёхсот».
В 1950-х годах в связи с развёртыванием широкомасштабных исследований в области ядерной и космической программ в СССР учёные столкнулись с необходимостью точно знать последствия влияния радиации и других типов излучений, условий космических полётов на наследственность живых организмов и, прежде всего, на наследственность человека и использовать эти знания для решения практических задач.
В 1956 году в Институте биофизики АН СССР была создана лаборатория радиационной генетики под руководством Н. П. Дубинина, куда были приглашены находившиеся в опале генетики. В 1956 году сотрудником лаборатории радиационной генетики стала и Хвостова. Она была в числе первых, кто включился в изучение влияния условий космических полётов и радиации на живые организмы, разрабатывал теорию экспериментального мутагенеза и внедрял методы радиационной генетики в селекцию.
Вера Вениаминовна и её ученики возродили в СССР геномный анализ растений с помощью изучения мейоза у отдалённых гибридов — раздел генетики, полностью уничтоженный во времена лысенкоизма. На основе этих работ возникло оригинальное направление в науке — генетика мейоза растений.
Исследования в лаборатории Хвостовой велись по нескольким направлениям: изучение индуцирующего и повреждающего эффекта физических и химических мутагенов, определение мутагенных свойств разных видов радиации, выявление роли генотипа сорта в реакции на радиацию.
В 1965 году В. В. Хвостовой без защиты диссертации, по совокупности работ была присуждена учёная степень доктора биологических наук. В 1966 году она была утверждена в учёном звании профессора по специальности «генетика».
С 26 апреля 1966 года Хвостова по приглашению директора Института цитологии и генетики (ИЦиГ) Сибирского отделения (СО) Академии наук СССР Д. К. Беляева возглавила созданную ею лабораторию цитогенетики в Новосибирске, заведующей которой она была до кончины в 1977 году. Новосибирский период стал одним из ярких и насыщенных периодов научной биографии Веры Вениаминовны. Здесь раскрылся её талант учёного и педагога, потенциал организатора науки. За десять лет, что она провела в Новосибирске, она заложила фундамент новосибирской школы цитогенетиков.
Лаборатория развивала работы по цитогенетике зимостойкости и плодовитости отдалённых гибридов злаков, по геномному анализу, радиационному и химическому мутагенезу растений, по отбору сельскохозяйственно ценных мутантов зерновых и бобовых культур, генетическому контролю мейоза и эволюции кариотипов злаков. В лаборатории Хвостовой были выполнены пионерские работы по дифференциальной окраске хромосом злаков. Под руководством и редакцией Хвостовой была создана серия коллективных монографий по животрепещущим проблемам генетики: «Цитогенетика пшениц и её гибридов» (1971), «Генетика картофеля» (1973), «Генетика и селекция гороха» (1975), «Цитология и генетика мейоза» (1975) и другие.
В. В. Хвостова была членом Объединённого учёного совета по биологическим наукам при Президиуме СО АН СССР, Учёного совета ИЦиГ СО АН СССР, одним из организаторов кафедры цитологии и генетики Новосибирского государственного университета.
За большие заслуги в развитии науки, внедрение результатов исследований в народное хозяйство страны В. В. Хвостова в 1971 году была награждена орденом Трудового Красного Знамени.
Умерла Вера Вениаминовна 22 апреля 1977 года. Похоронена на Южном кладбище в Академгородке.
В 1977 году решением Отделения общей биологии Академии наук СССР учреждены Хвостовские чтения, которые проводились в 1978, 1980, 1983, 1986 и 1990 годах.

## Научные труды
В. В. Хвостова — автор более 160 научных работ. Она была инициатором написания ряда коллективных монографий и тематических сборников, ответственным редактором десяти монографий, в пяти из них — соавтор. Владея основными европейскими языками, она перевела с немецкого, английского и французского языков семнадцать важных научных трудов.
- Хвостова В. В. Генетика для зоотехников. — М.—Л.: Сельхозгиз, 1931. — 176 с.
- Натали В. Ф., Магржиковская К. В., Хвостова В. В. Общая биология. — М.: Учпедгиз, 1934. — 464 с.
- Дубинин Н. П., Хвостова В. В. Механизм образования сложных хромосомных реорганизаций // Биол. журнал. — 1935. — Т. 4, № 6. — С. 935—975.
- Хвостова В. В. Улавливание транслокаций с проксимальной частью X-ромосомы Drosophila melanogaster методом эффекта положения // Биол. журнал. — 1936. — Т. 5, № 5. — С. 875—879.
- Хвостова В. В., Гаврилова А. А. Изменение количества транслокаций у Drosophila melanogaster в зависимости от дозы X-лучей // Биол. журнал. — 1938. — Т. 7, № 7. — С. 381—390.
- Хвостова В. В., Паншин И. Б. Цитогенетическое доказательство субтерминального прикрепления нити веретена в 4 хромосоме Drosophila melanogaster // Биол. журнал. — 1938. — Т. 7, № 4. — С. 338—368.
- Хвостова В. В. Роль инертных частей хромосом в эффекте положения гена cubitus interruptus у Drosophila melanogaster // Изв. АН СССР. Сер. биол.. — 1939. — № 4. — С. 541—574.
- Хвостова В. В. Проблема генотипического влияния при прививках и трансплантациях // Журн. общ. биологии. — 1940. — Т. 1, № 3. — С. 449—470.
- Дубинин Н. П., Хвостова В. В., Мансурова В. В. Хромосомные аберрации, летальные мутации и доза X-лучей // Докл. АН СССР. — 1941. — Т. 31, № 1. — С. 386—388.
- Хвостова В. В. Развитие хромосом питающих клеток яичника мухи-тахины Ernestia consobrina Mg. // Докл. АН СССР. — 1947. — Т. 57, № 6. — С. 621—624.
- Дубинин Н. П., Хвостова В. В. Генотипическая обусловленность повышенной изменчивости на границах ареала вида Drosophila melanogaster // Докл. АН СССР. — 1948. — Т. 60, № 8. — С. 1401—1404.
- Сидоров Б. Н., Хвостова В. В. Факторы, влияющие на генетический эффект ионизирующих излучений // Ионизирующие излучения и наследственность. — М.: Изд-во АН СССР, 1960. — С. 176—227.
- Хвостова В. В., Ячевская Г. Л. Изучение мейоза у константных 56-хромосомных промежуточных форм пшенично-пырейных гибридов // Докл. АН СССР. — 1961. — Т. 138, № 1. — С. 215—218.
- Хвостова В. В., Гостимский С. А., Можаева В. С., Невзгодина Л. В. Дальнейшее изучение влияния условий космического полёта на хромосомы первичных корешков зародышей в семенах гороха и пшеницы // Космические исследования. — 1963. — Т. 1, вып. 1. — С. 186—191.
- Хвостова В. В., Ячевская Г. Л., Лункина А. И. Мейоз у неполных пшенично-пырейных амфидиплоидов // Полиплоидия и селекция. — М.—Л.: Наука, 1965. — С. 123—128.
- Хвостова В. В. Методы применения ионизирующих излучений и других мутагенных факторов в селекции растений // Радиация и селекция растений. — М.: Колос, 1965. — С. 39—49.
- Хвостова В. В. Индуцированные мутации и их практическое использование // Генетика. — 1966. — Т. 1, № 10. — С. 182—188.
- Шкутина Ф. М., Голубовская И. Н., Хвостова В. В. Анеуплоидия пшенично-ржаных (2n=56) и неполных пшенично-пырейных (2n=56) амфидиплоидов // Генетика. — 1967. — Т. 3, № 12. — С. 20—30.
- Khvostova V.V. Mutagenic treatment of agricultural plants // Induced mutations and their utilization. — Berlin: Acad. Verlag, 1967. — P. 21—27.
- Хвостова В. В. Цитогенетический анализ пшенично-ржаных амфидиплоидов и 56-хромосомных пшенично-пырейных гибридов в связи с проблемой их плодовитости // Отдалённая гибридизация растений. Зерновые и зернобобовые культуры. — М.: Колос, 1970. — С. 274—280.
- Хвостова В. В., Эйгес Н. С. Цитогенетика мутантов пшеницы // Цитогенетика пшеницы и её гибридов. — М.: Наука, 1971. — С. 143—161.
- Хвостова В. В. Современное состояние исследований по экспериментальному получению и практическому использованию мутаций у сельскохозяйственных растений // Генетические основы селекции растений. — М.: Наука, 1971. — 224—259 с.
- Khvostova V.V., Shkutina F.M. Cytological investigation of Triticale // Theor. and Appl. Genet.. — 1971. — Т. 41, № 3. — P. 109—119.
- Khvostova V.V., Sidorova K.K. Genetical basis of the law of Homological Series in hereditary variation studied by means of experimental mutagenesis // Biologisches Zentralblatt. — 1972. — Т. 91. — P. 273—284.
- Хвостова В. В., Будашкина Е. Б. Экспериментальный мутагенез в селекции растений на устойчивость к болезням // Генетические основы селекции растений на иммунитет. — М.: Наука, 1973. — С. 204—231.
- Belyaev D.K., Khvostova V.V. Domestication, plant and animals // Encyclopaedia Britannica. — 1981. — Т. 5. — P. 936—942.

В. В. Хвостова была научным редактором книг и сборников:
- Натали В. Ф. Основные вопросы генетики / Ред. В. В. Хвостова. — М.: Просвещение, 1967. — 208 с.
- Цитогенетика пшеницы и её гибридов / Ред. П. М. Жуковский, В. В. Хвостова. — М.: Наука, 1971. — 287 с.
- Цитогенетические исследования анеуплоидов мягкой пшеницы / Ред. О. И. Майстренко, В. В. Хвостова. — Новосибирск: ИЦиГ СО АН СССР, 1973. — 198 с.
- Генетика картофеля / Ред. В. В. Хвостова, И. М. Яшина. — М.: Наука, 1973. — 263 с.
- Генетика и селекция гороха / Ред. В. В. Хвостова. — Новосибирск: Наука, 1975. — 268 с.
- Цитология и генетика мейоза / Ред. В. В. Хвостова, Ю. Ф. Богданов. — М.: Наука, 1975. — 432 с.
- Цитогенетика гибридов, мутаций и эволюция кариотипа / Ред. В. В. Хвостова. — Новосибирск: Наука, 1977. — 272 с.
- Проблемы генетики в исследованиях на дрозофиле / Ред. В. В. Хвостова, Л. И. Корочкин, М. Д. Голубовский. — Новосибирск: Наука, 1977. — 278 с.
- Дрозофила в экспериментальной генетике / Ред. В. В. Хвостова, Л. И. Корочкин, М. Д. Голубовский. — Новосибирск: Наука, 1978. — 287 с.
- Устойчивость пшеницы к бурой ржавчине / Ред. В. В. Хвостова, В. К. Шумный. — Новосибирск: Наука, 1978. — 309 с.